# ArXiv
arXiv [arhájv] je spletni arhiv elektronskih preprintov znanstvenih člankov s področja matematike, fizike, astronomije, astrofizike, fizikalne kozmologije, računalništva, kvantitativne biologije, statistike in kvantitativnega finančništva. Na mnogih področjih matematike in fizike je skoraj večina znanstvenih člankov arhiviranih v arhivu arXiv. 3. oktobra 2008 je število člankov na arXiv.org preseglo pol milijona. 14. avgusta 2011 je arhiv deloval že dvajset let. Do leta 2014 je stopnja predložitve člankov narasla na več kot 8000 na mesec.